# Волоколамське шосе (повість)
«Волоколамське шосе» (рос. Волоколамское шоссе) — повість Олександра Бека, один із центральних творів у творчості письменника. Написана в 1942-1944 роках. Вперше надрукована в 1943 році під назвою «Панфіловці на першому рубежі» в журналі «Знамя». Оповідає про подвиг радянських солдатів і офіцерів дивізії генерал-майора Панфілова, які боролися і віддавали життя в сутичці з нацистами під Москвою на Волоколамському напрямку восени-взимку 1941 року.
Структурно твір складається з чотирьох повістей по 10-17 глав, оповідь ведеться як розповідь старшого лейтенанта батальйону Панфіловської стрілецької дивізії, героя Радянського Союзу Бауиржана Момиш-Ули.

## Історія створення
З початку Другої світової війни Олександр Бек відклав убік роман про радянського авіаконструктора Олександра Олександровича Микуліна (цей роман був закінчений вже після війни), і вступив до Краснопресненської стрілецької дивізії народного ополчення Москви. Пізніше став військовим кореспондентом на фронті, таким чином, перші місяці війни, письменник провів під Москвою, готуючись до оборони, а пізніше — у військах, які обороняли столицю. На початку 1942 року поїхав в дивізію імені Панфілова, що вже відкинула німецькі війська від підмосковних рубежів майже до Старої Руси. У дивізії, у довгих бесідах, письменник збирав матеріал. У цих бесідах став складатися образ загиблого під Москвою генерала Панфілова, з його суворовською турботою про солдатів і його характерними виразами: «Не квапся вмирати — вчися воювати», «Солдат розумом повинен воювати», «Солдат йде в бій не вмирати, а жити», «Перемога кується до бою». Влітку 1942 року Бек отримав відпустку від журналу «Знамя» і сів за написання повісті. Спочатку були надруковані перші дві повісті з чотирьох, пізніше були дописані дві останні. Найважливішою, з погляду автора, є четверта повість. В ній Бек описує формування нової військової тактики оборонних боїв.

## Короткий зміст
Головні дійові особи оповідання — бійці одного окремого батальйону з дивізії Панфілова. Командує батальйоном комбат, казах за національністю — Бауиржан Момиш-Ули. Для Бауиржана, колишнього артилериста, командира батареї, що не мав досвіду командування піхотним батальйоном, 1941 рік стає школою військової майстерності. Йому доводиться вирішувати долі своїх солдатів, об'єднати масу розрізнених людей у єдиний організм — боєздатну одиницю, підпорядкувати їх своїй волі. В результаті запеклих оборонних боїв батальйон Момиш-Ули стає резервним в дивізії Панфілова і отримує бойове завдання — якомога сильніше вимотати ворога і сповільнити його наступ на Москву в районі Волоколамська. З поставленим завданням батальйон справляється, незважаючи на людські втрати і складну ситуацію на фронті.

## Літературні особливості
Стилістика роману відходить від примітивно-плакатного зображення війни, автор показує бійців, як реальних людей зі своїми слабкостями, зі страхом смерті, але при цьому з повним розумінням відповідальності за долю країни в настільки важкий історичний момент. У романі піднята тема інтернаціоналізму і бойового братерства.

## Відгуки та факти
- Костянтин Симонов: «…серед правд, написаних усіма нами про війну, однією з найбільш важливих і дорогих правд була правда книги Бека „Волоколамське шосе“… це взагалі одна з найкращих книг про війну в нашій літературі. І хоча її добре знають у нас і знають у всьому світі, їй, цій книзі, ще не повністю віддано по заслугах»[3]
- Кубинський революціонер, команданте Че Гевара називав повість Олександра Бека «Волоколамське шосе» своєю настільною книгою і постійно носив у польовій командирській сумці[4].
- Протягом багатьох років читання цієї книги на івриті було обов'язковим для слухачів офіцерських курсів армії оборони Ізраїлю, у Фінляндії її вивчали курсанти Військової академії[5].